# Ricardo Lewandowski
Enrique Ricardo Lewandowski (Rio de Janeiro, 11 de maio de 1948) é um jurista, advogado e ex-magistrado brasileiro, atual ministro da Justiça e Segurança Pública do Brasil. Foi ministro do Supremo Tribunal Federal de 2006 a 2023, tendo presidido a Corte entre 2014 e 2016. Exerceu também a função de presidente do Senado Federal para fins do processo de impeachment da presidente Dilma Rousseff em 2016.
Bacharel em ciências políticas e sociais pela Escola de Sociologia e Política de São Paulo (1971) e em ciências jurídicas e sociais pela Faculdade de Direito de São Bernardo do Campo (1973), é mestre (1980) e doutor (1982) pela Faculdade de Direito da Universidade de São Paulo, além de mestre (1981) em relações internacionais pela The Fletcher School of Law and Diplomacy, da Tufts University, nos Estados Unidos. De 2003 a 2023, foi professor titular de teoria geral do Estado no Departamento de Direito do Estado da Universidade de São Paulo, universidade em que lecionava desde 1978, quando ingressou como docente voluntário, tendo chefiado o Departamento de Direito do Estado e coordenado o curso de mestrado em Direito Humanos nesta faculdade. É professor dos cursos de Mestrado e Doutorado do Centro Universitário de Brasília - CEUB. Filho de pai polonês e mãe suíça, que imigraram para o Brasil depois da Segunda Guerra Mundial, professa a religião católica.
Exerceu a advocacia de 1974 a 1990. Ocupou o cargo de Secretário de Governo e de Assuntos Jurídicos de São Bernardo do Campo de 1984 a 1988 e presidiu a Empresa Paulista de Planejamento Metropolitano (EMPLASA) de 1988 a 1989. Ingressou na magistratura em 1990, no cargo de juiz do Tribunal de Alçada Criminal de São Paulo, escolhido por Orestes Quércia por meio do quinto constitucional da classe dos advogados, após indicação pela Ordem dos Advogados do Brasil, permanecendo no cargo até 1997, quando foi promovido a desembargador do Tribunal de Justiça do Estado de São Paulo. Exerceu a vice-presidência da Associação dos Magistrados Brasileiros de 1993 a 1995.
Em 2006, foi indicado pelo presidente Luiz Inácio Lula da Silva ao cargo de ministro do Supremo Tribunal Federal, tendo sido vice-presidente de 2012 a 2014 e, de 2014 a 2016, presidido a Corte e o Conselho Nacional de Justiça. Também exerceu a função de ministro do Tribunal Superior Eleitoral de 2006 a 2012, presidindo-o de 2010 a 2012. Em 2016, presidiu no Senado Federal o processo de impeachment de Dilma Rousseff, que resultou na perda de mandato da então presidente, embora tenham sido preservados seus direitos políticos, após Lewandowski decidir pela separação da votação da cassação e a votação da manutenção dos direitos políticos. Aposentou-se como ministro do STF em 2023 e retornou à advocacia. Foi árbitro do Tribunal Permanente de Revisão do Mercosul de julho de 2023 a janeiro de 2024. Em fevereiro de 2024, após nomeação pelo presidente Lula, assumiu o cargo de ministro da Justiça e Segurança Pública.

## Carreira acadêmica
Bacharel em direito em 1973 pela Faculdade de Direito de São Bernardo do Campo, foi professor titular e vice-diretor daquela faculdade. Obteve os títulos de mestre e doutor em 1980 e 1982, respectivamente, pela Faculdade de Direito da Universidade de São Paulo. Além disso, possui o título de doutor Honoris Causa, o qual foi-lhe concedido pela Universidade Vila Velha -UVV/ES.
Também é bacharel em Sociologia e Política pela Fundação Escola de Sociologia e Política de São Paulo (1971) e mestre em Relações Internacionais pela Fletcher School of Law and Diplomacy, administrada em conjunto pela Tufts University e Harvard, com a dissertação International Protection of Human Rights: A study of the brazilian situation and the policy of the Carter Administration (1981).
Formou-se, ainda, no Curso Preparatório de Oficiais da Reserva de São Paulo (CPOR/SP) em 1967, com estágio no 17º Regimento de Cavalaria de Pirassununga em 1968, alcançando o posto de segundo-tenente.
Em 1994, com a tese Pressupostos Materiais e Formais da Intervenção Federal no Brasil, recebeu o título de livre-docente. Em 2003, com a tese Globalização, Regionalização e Soberania, venceu o concurso para Professor Titular do Departamento de Direito do Estado da USP após passar pela banca examinadora dos professores Maria Sylvia Zanella di Pietro (Presidente), Ada Pellegrini Grinover, Fernando Augusto de Albuquerque Mourão, Gabriel Cohn e Clèmerson Merlin Clève. Com isso, substituiu o Professor Titular aposentado Dalmo de Abreu Dallari. Ministrou a disciplina Teoria Geral do Estado para o primeiro ano da graduação até sua aposentadoria em 2023.

## Advocacia, política e magistratura
Advogado militante entre 1974 e 1990, foi também consultor jurídico da Empresa Metropolitana de Planejamento da Grande São Paulo S/A (EMPLASA), de 1977 a 1979 e novamente em 1983.
Embora nunca tivesse se filiado a um partido político, Lewandowski teve uma atividade política intensa em São Bernardo e sempre foi próximo a políticos peemedebistas. Exerceu os cargos de secretário de Governo e de Assuntos Jurídicos de São Bernardo do Campo, entre 1984 e 1988, durante a gestão do prefeito Aron Galante (PMDB); consultor jurídico do Grupo Pró-Constituinte da Assembleia Legislativa do Estado de São Paulo, encarregado de elaborar o anteprojeto da Constituição Estadual, de 1987 a 1989; presidente da EMPLASA, de 1988 a 1989, quando Orestes Quércia (PMDB) era governador do estado de São Paulo; e consultor jurídico dos municípios de Araraquara, Guarulhos, São José do Rio Preto e São Bernardo do Campo para a elaboração das respectivas Leis Orgânicas e legislação complementar, de 1989 a 1990.
Ingressou no Poder Judiciário pelo quinto constitucional em 11 de setembro de 1990, ao ser escolhido por Orestes Quércia, após indicação pela Ordem dos Advogados do Brasil (OAB), para o cargo de juiz do Tribunal de Alçada Criminal de São Paulo, que ocupou até 6 de março de 1997, quando foi promovido pelo critério de merecimento a desembargador do Tribunal de Justiça de São Paulo.

## Supremo Tribunal Federal
Em 16 de março de 2006, atingiu o ápice da carreira jurídica, ao ser empossado no cargo de Ministro do Supremo Tribunal Federal, na vaga decorrente da aposentadoria do Ministro Carlos Velloso, indicado pelo presidente Luiz Inácio Lula da Silva.
A indicação de Lewandowski foi recomendada por Márcio Thomaz Bastos e recebeu o apoio da primeira dama Marisa Letícia, amiga de longa data da família Lewandowski.

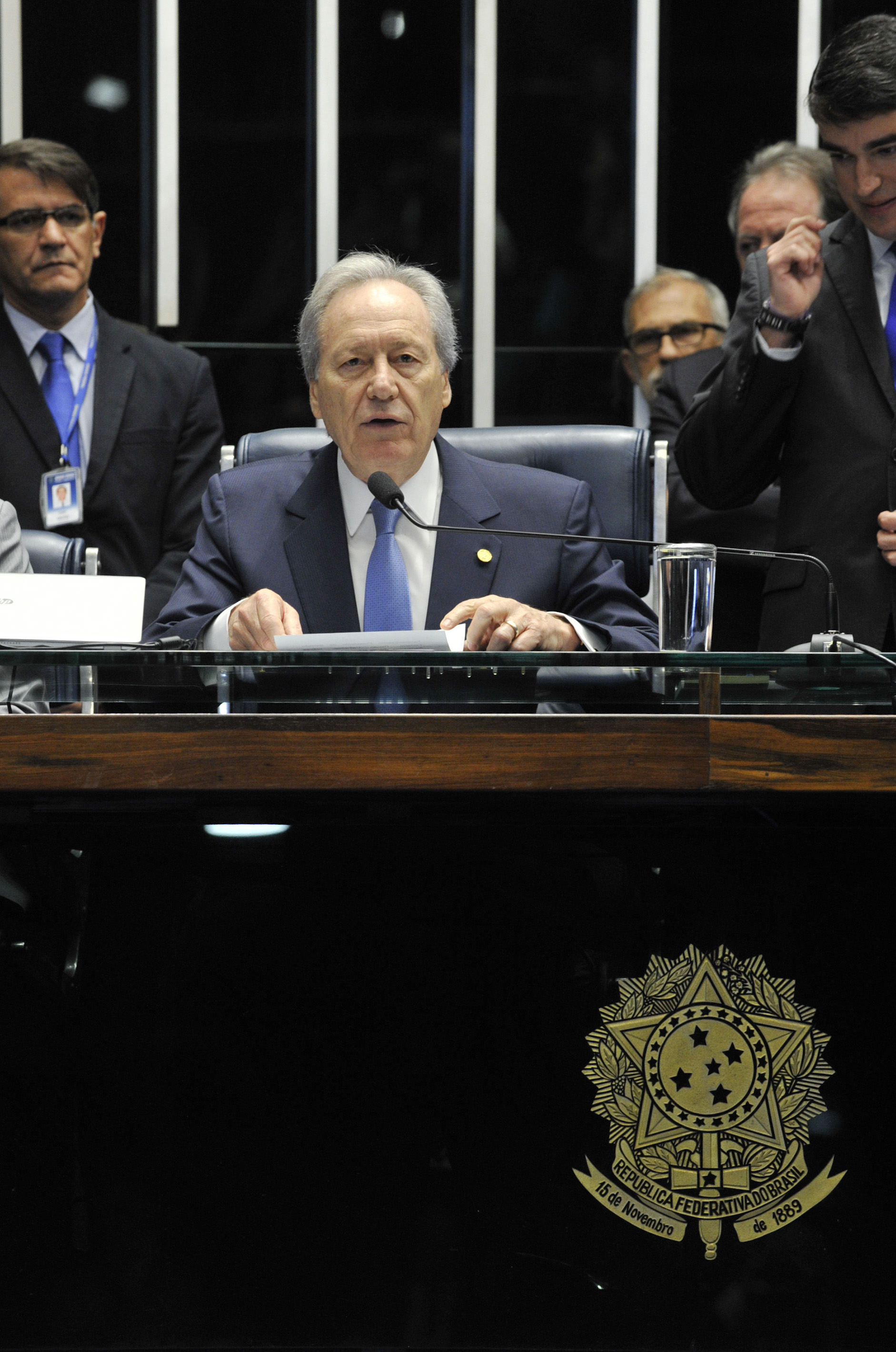
Ministro Ricardo Lewandowski preside sessão deliberativa extraordinária destinada a discussão do Parecer nº 726, de 2016, que analisa a procedência ou improcedência da Denúncia nº 1, de 2016, referente ao processo de impeachment da presidente Dilma Rousseff.

Aposentou-se do cargo em 11 de abril de 2023 e retornou à avocacia.

### Ficha Limpa
O Ministro Ricardo Lewandowski votou pela constitucionalidade da chamada "Lei da Ficha Limpa" no Supremo Tribunal Federal. Foi defensor da aplicação da Lei às Eleições Gerais de 2010. Segundo declarou Lewandowski em seu voto de 36 páginas, ao aprovar a Lei da Ficha Limpa, o legislador buscou proteger a probidade administrativa, a moralidade para o exercício do mandato e a normalidade e legitimidade das eleições. Quando estabeleceu novas hipóteses de inelegibilidade, a Lei Complementar 135/10 apenas cumpriu comando previsto na Constituição, que fixou a obrigação de considerar a vida pregressa dos candidatos para que se permita ou não a sua candidatura. Em seu voto, Lewandowski também defendeu a aplicação da Lei da Ficha Limpa já nas eleições de 2010, surtindo efeitos sobre candidatos condenados ou que renunciaram a seus mandatos para escapar da cassação antes que novas regras entrassem em vigor. Posteriormente, como Presidente do TSE, garantiu a aplicação da referida Lei.

### Nepotismo
No Recurso Extraordinário (RE) 579951, julgado pelo plenário do STF, tratou-se da constitucionalidade da nomeação de parentes nos poderes Executivo e Legislativo em município do Rio Grande do Norte. Por iniciativa de Lewandowski, foi proposta a votação da súmula vinculante, que estabelece a proibição da contratação de familiares de até terceiro grau por parte dos órgãos dos três poderes (Executivo, Legislativo e Judiciário).

### Mensalão

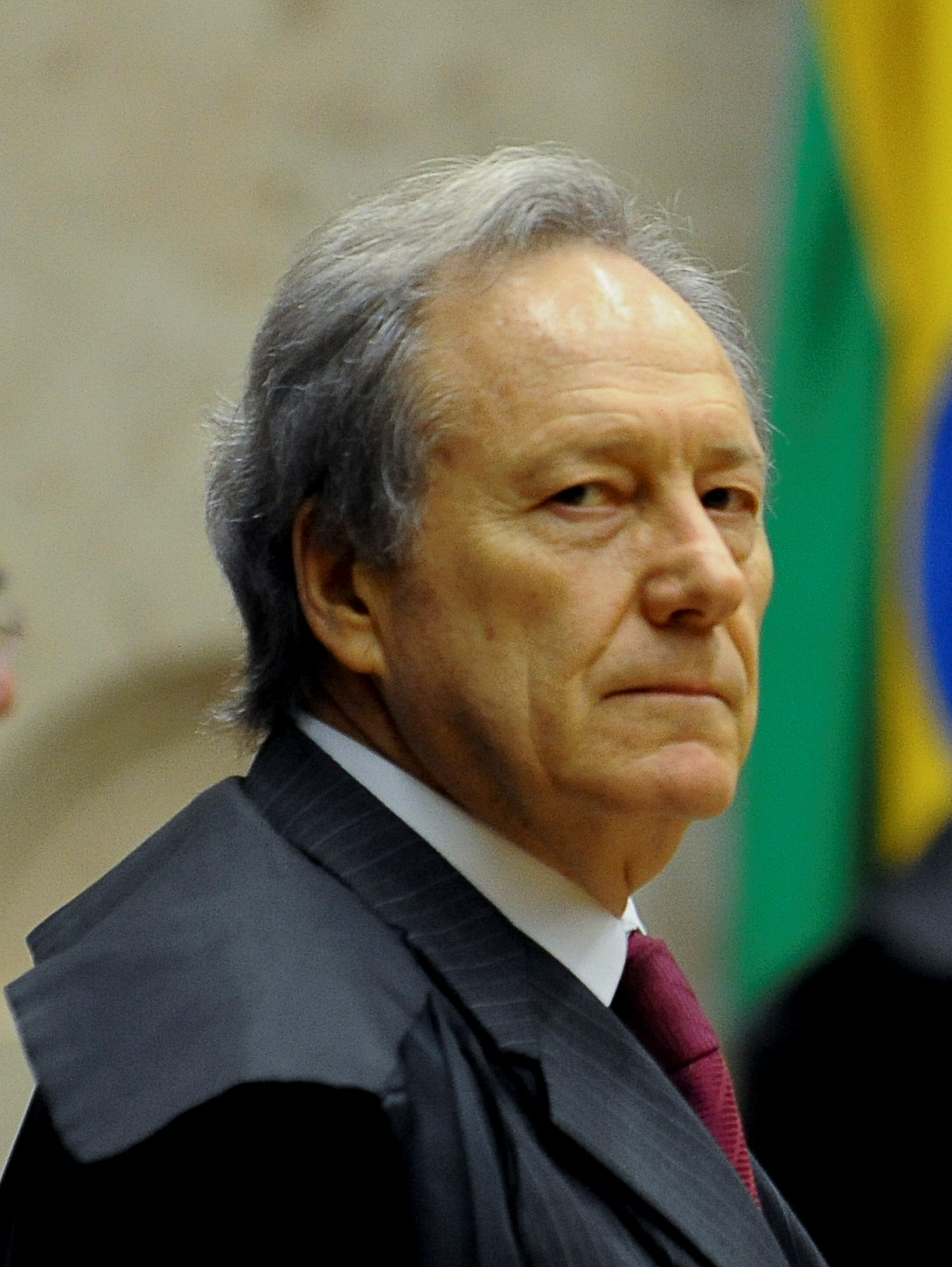
Lewandowski atuando como revisor da AP 470 em 2012. (Foto: Fabio Rodrigues Pozzebom/ABr).

O Ministro Lewandowski atuou como revisor da Ação Penal 470, processo em que foram julgados os delitos cometidos no chamado mensalão, um esquema de suborno de parlamentares para compra de votos pelo alto escalão do governo Lula, financiado através de desvio de dinheiro público.
Na primeira sessão do julgamento, travou discussão com o relator do processo, ministro Joaquim Barbosa, que criticou o posicionamento defendido por Lewandowski, para quem os réus sem foro privilegiado deveriam ser julgados na primeira instância judiciária, o que demandaria o desmembramento do processo. A manifestação de Lewandowski foi acompanhada pelo ministro Marco Aurélio Mello, mas os demais membros do tribunal decidiram que todos os réus da ação (mesmo os réus sem direito a foro privilegiado) seriam julgados pelo STF.
No decorrer do julgamento, Lewandowski entendeu que não houve formação de quadrilha, inocentando os réus quanto a essa acusação. Também entendeu pela inexistência de compra de votos pelo Partido dos Trabalhadores para aprovação de importantes reformas legislativas, acatando a tese da defesa e consignando que os valores ilicitamente obtidos destinavam-se exclusivamente ao financiamento de campanha do partido do então Presidente Lula.
Votou pela absolvição do João Paulo Cunha. Na ocasião do voto, o advogado do então deputado pelo PT-SP disse que saiu "de alma lavada". Cunha foi acusado de receber R$ 50 mil de propina pelo suposto favorecimento da agência de Marcos Valério em licitações.
Votou pela absolvição do ex-ministro da Casa Civil, José Dirceu, ao concluir em seu voto que o Ministério Público não provara qual ação específica o réu teria praticado. Opondo-se ao Ministério Público e ao relator, que apontaram o ex-ministro como chefe do esquema, Lewandowski disse que o réu "abandonou as lides partidárias ao assumir a Casa Civil". Segundo ele, os assuntos financeiros do PT eram tratados pelo tesoureiro do partido, Delúbio Soares, a quem Lewandowski condenou por corrupção ativa.
O voto de Lewandowski pela absolvição de José Dirceu quanto à acusação de corrupção ativa, e seu voto pela absolvição do referido réu pela acusação de formação de quadrilha foi seguido pelos ministros Dias Toffoli,  Rosa Weber e Cármen Lúcia. Ambos os votos restaram vencidos, pois os demais votaram com o relator pela condenação.

### Presidência do STF

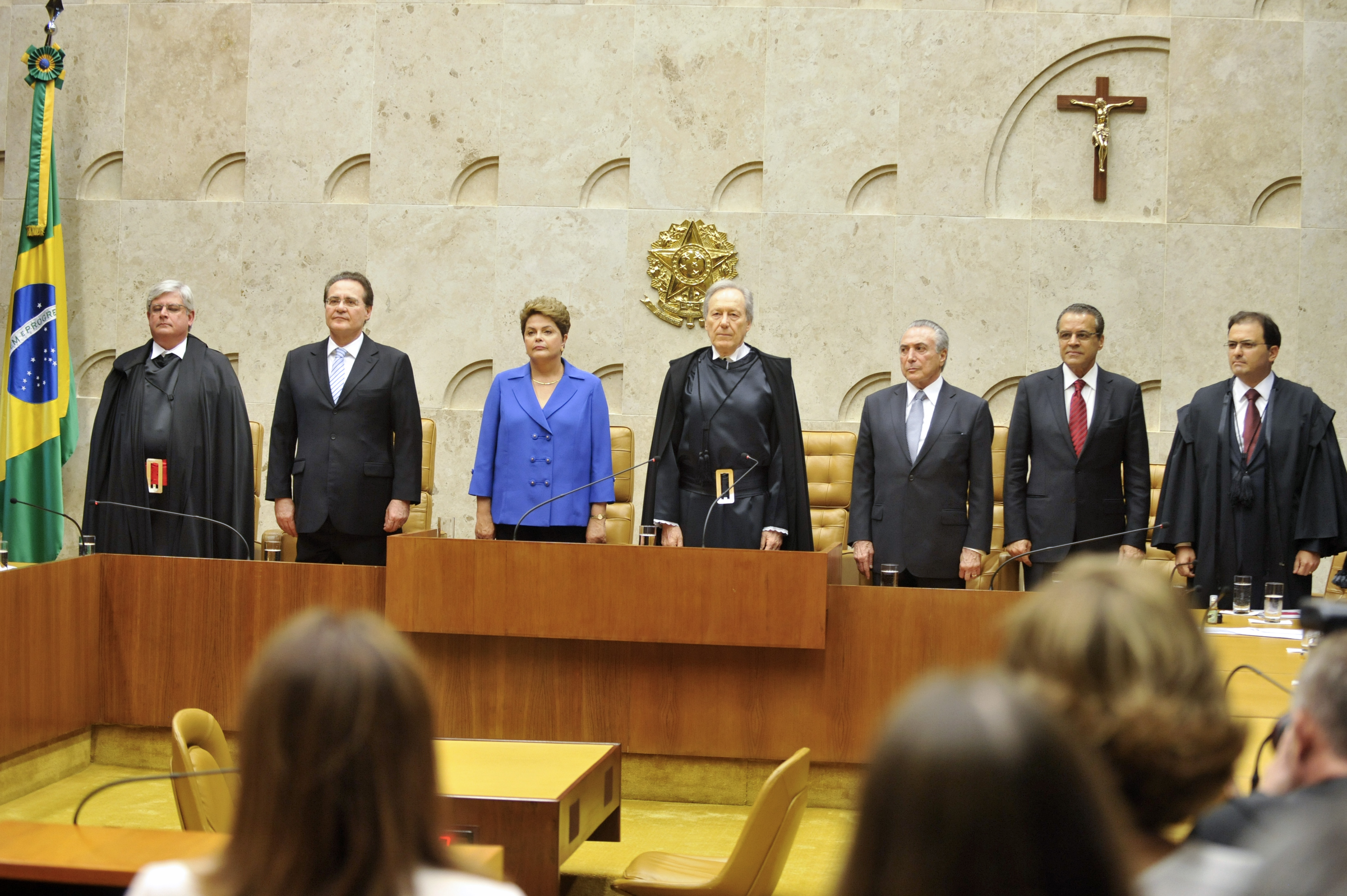
Solenidade de posse do ministro Ricardo Lewandowsk como Presidente do Supremo Tribunal Federal em 2014.

Em 31 de julho de 2014, Lewandowski assumiu interinamente a presidência do Supremo Tribunal Federal, quando em 13 de agosto foi eleito como o 57º Presidente do Supremo Tribunal Federal. Sua posse no cargo ocorreu no dia 10 de setembro.
Funcionou como presidente da República em exercício nos dias 23 e 24 de setembro de 2014, tendo sido o quinto presidente do STF a assumir a chefia do Poder Executivo.
Em 2015, diante da ausência de apoio ao projeto de lei que tratava da reposição inflacionária dos servidores do judiciário da União, de iniciativa do próprio STF, e vetado pela Presidenta da República, foi alvo de críticas, sendo chamado de traidor e covarde pelos serventuários. A Presidente Dilma vetou sob a alegação de inconstitucionalidade.[carece de fontes?]
No dia 12 de maio de 2016, por motivo do Senado Federal ter feito juízo de admissibilidade da Denúncia nº 1 por crime de responsabilidade em face da Presidente da República Dilma Rousseff, abriu-se o Processo de Impeachment, Lewandowski então se torna Presidente do Senado Federal para fins do Art 52 Paragrafo Único da Constituição Federal, somente durante os atos do processo de impeachment. Em 25 de agosto de 2016, abriu a sessão do Senado para julgamento final do impeachment. Em seu discurso de abertura disse que "os parlamentares congregados nesta Casa de leis transmudam-se a partir de agora em verdadeiros juízes, devendo em consequência deixar de lado o tanto quanto possível, pois afinal são seres humanos, suas opções ideológicas, preferências políticas e inclinações pessoais. Para julgar a presidente, deverão atuar com a máxima isenção e objetividade, considerando apenas os fatos tais como se apresentam nos autos e as leis que sobre eles incidem". Em 31 de agosto de 2016 foi criticado pelo jornalista Reinaldo Azevedo e por juristas por uma manobra regimental do Senado, chancelada, pelo então presidente do STF Ricardo Lewandowski, de fracionar o julgamento do impeachment, mediante o expediente do destaque de votação.
Em 25 de maio de 2016, proibiu a tramitação de processos ocultos na Corte. A medida foi vista de maneira positiva pelos magistrados, inclusive pelo ministro Teori Zavascki, ex-relator da Operação Lava Jato no Supremo. O caso tem diversos processos tramitando de forma oculta no tribunal e que ganharão publicidade a partir disto.

## Tribunal Superior Eleitoral
Foi membro efetivo do Tribunal Superior Eleitoral de 7 de maio de 2009 a 18 de abril de 2012 e presidiu o Tribunal de 22 de abril de 2010 a 18 de abril de 2012, sucedendo o ministro Ayres Britto. Em 2011, inaugurou a nova sede do TSE, que denominou Tribunal da Democracia. Integrou novamente a corte eleitoral como membro efetivo de 8 de março de 2022 a 11 de abril de 2023.

## Tribunal de Revisão do Mercosul
No dia 4 de julho de 2023, o Mercado Comum do Sul (Mercosul) aprovou a indicação de Lewandowski, pelo governo Lula, para a função de árbitro titular do Tribunal Permanente de Revisão, com início do mandato em 28 de julho.
Em 1º de janeiro de 2024, Lewandowski assumiu a presidência do tribunal, porém renunciou à função de presidente no dia 17 do mesmo mês, em razão da sua indicação para o Ministério da Justiça e Segurança Pública do Brasil.

## Ministério da Justiça e Segurança Pública
No dia 11 de janeiro de 2024, o presidente da República Luiz Inácio Lula da Silva anunciou a indicação de Ricardo Lewandowski para o cargo de ministro da Justiça e Segurança Pública, no lugar de Flávio Dino, que fora indicado para o Supremo Tribunal Federal.
Lewandowski foi nomeado em 22 de janeiro de 2024 e tomou posse em 1º de fevereiro.

### Fuga da Penitenciaria de segurança máxima de Mossoró
Em 14 de fevereiro de 2024, a Penitenciária Federal de Mossoró teve a primeira fuga registrada na história do Sistema Penitenciário Federal, quando dois detentos, Rogério da Silva Mendonça (vulgo Querubim, Chapa ou Cabeça de Martelo ou Martelo) e Deibson Cabral Nascimento (Tatu, Deisinho ou Deicinho) fugiram com oemprego de um alicate, oriundo de uma obra que estava acontecendo na unidade prisional.
O ministro declarou que os fugitivos não tinham um plano totalmente organizado e apenas se aproveitaram de uma série de falhas, observando também o fato de a fuga ter ocorrido durante o carnaval, quando os guardas costumam ficar mais “relaxados”, declaração que causou muitas criticas.
Os fugitivos foram recapturados em 4 de abril de 2024.

## Livros publicados
- Proteção dos Direitos Humanos na Ordem Interna e Internacional. Rio de Janeiro: Forense, 1984.
- Pressupostos Materiais e Formais da Intervenção Federal no Brasil. São Paulo: Ed. Revista dos Tribunais, 1994.
- Direito Comunitário e Jurisdição Supranacional: o papel do juiz no processo de integração regional (coord.). São Paulo: Ed. Juarez de Oliveira, 2000.
- Globalização, Regionalização e Soberania. São Paulo: Juarez de Oliveira, 2004.
- A influência de Dalmo Dallari nas decisões dos tribunais (coord.). São Paulo: Saraiva, 2011.

## Honrarias
Lewandowski recebeu os títulos de doutor honoris causa das seguinte universidades:
- Universidade São Francisco[62]
- Universidade de Taubaté[63]
- Universidade Vila Velha[64]
- Universidade do Estado do Amazonas[64]
- Universidade Estadual de Roraima[65]
- Faculdade Católica de Rondônia[66]
- Universidade de Guarulhos[67]